# 카밀 그로시츠키
카밀 그로시츠키(폴란드어: Kamil Paweł Grosicki, 1988년 6월 8일 ~ )는 폴란드의 축구 선수이다.